# Guarrato
Guarrato è una delle otto località che compongono il comune di Misiliscemi, già frazioni del comune di Trapani fino al 2021. Si trova lungo la strada per Marsala da cui dista 20 km e sono circa 10 i chilometri di distanza dal capoluogo di provincia.

## Storia
L'origine dell'insediamento risale al XVIII secolo. Secondo un'ipotesi il toponimo deriverebbe dal siciliano guarratu, possibile variante di quadradu (quadrato). Secondo altra ipotesi la località prenderebbe il nome dalla famiglia marsalese dei Guarrato, che si insediò sul territorio.
Già frazione del comune di Trapani, in seguito al referendum del 27 maggio 2018 è stata emanata la Legge Regionale n. 3 del 2021, che ha istituito il nuovo comune sparso di Misiliscemi, con decorrenza 20 febbraio 2021, in cui è ricompresa la frazione

## Luoghi d'interesse
La chiesa è del 1869 ed è una delle più notevoli del territorio rurale di Trapani. 
Vi si trovano diversi bagli, tra cui il Baglio dei Coffa e il Baglio dei dannati.

## Eventi
In occasione dei festeggiamenti per la festa patronale, il 14 settembre di ogni anno si svolge la processione in onore del SS. Crocifisso.
Dal 2001 al 2012, in occasione del Carnevale, si è svolta la sfilata dei carri allegorici per le vie del paese. Il carnevale di Guarrato è stato per un decennio l'unica sfilata di carri allegorici del comune di Trapani.
Nel 2010, dal 15 al 19 settembre la frazione è stata sede del 6^ Miarp, meeting internazionale artigiani pasticceri e cuochi. Durante il corso della manifestazione, il 18 settembre venne realizzato un Guinnes World Record, con la Cassata Siciliana più grande del mondo (1.029 kg).